# Bărcănești
Bărcănești es una comuna ubicada en el distrito de Prahova, Rumania.

## Superficie
Posee una superficie de 37,25 kilómetros cuadrados.

## Demografía
Hasta 2021 la población era de 8762 habitantes, con una densidad de población de 235,2 habitantes por kilómetro cuadrado.